# ニュースワイドKTN
『ニュースワイドKTN』は、1984年10月1日から1987年10月4日までテレビ長崎が夕方に放送していた長崎県向けのローカルワイドニュース番組である（『FNNスーパータイム』の長崎県ローカル扱い）。正式タイトルは『FNNニュースワイドKTN』。

## 放送時間

### 平日
- 月曜日 - 金曜日 18:00 - 19:00（1984年10月1日 - 1987年10月2日）

### 週末
- 土曜日 18:00 - 18:30、日曜日 17:30 - 18:00（1985年4月6日 - 1987年10月4日）